# 啦啦隊長大屠殺
《啦啦隊長大屠殺》（英語：Cheerleader Massacre）是一部2003年美國恐怖片，由吉姆·懷諾斯基執導。
該片常被誤認是《睡衣派對大屠殺》系列的一部續集，因為《啦啦隊長大屠殺》中含有《睡衣派對大屠殺》的一片段回顧，但實際上《啦啦隊長大屠殺》是個獨立故事。
美國於2003年3月23日以錄影帶首映發行。

## 劇情
故事敘述五名美麗的啦啦隊長隨同一群青少年出門度假，她們打算至一林中小木屋中嬉戲；但未料，眾人竟被潛藏的未知兇手盯上、一個個遭到追殺....。

## 演員
- 塔米·謝菲爾德（英语：Tamie Sheffield） 飾 Pam
- Charity Rahmer 飾 Marzia
- Erin Byron 飾 教練Sally
- Lenny Juliano 飾 Corey
- 珊·菲利普斯（英语：Sam Phillips (model)） 飾 Edna
- 吉吉·埃內斯塔（英语：GiGi Erneta） 飾 Ella
- April Flowers 飾 Lynne
- 布蘭克·史蒂文斯（英语：Brinke Stevens） 飾 Mamie

## 反響
電影普遍獲得負面評價。在IMDB上，電影僅獲得3/10星。

## 外部連結
- AllMovie上《啦啦隊長大屠殺》的资料（英文）
- 互联网电影数据库（IMDb）上《啦啦隊長大屠殺》的资料（英文）